# 康辛元
康辛元（1901年1月—1972年5月），字冕华，湖南衡山人。华南工学院（现华南理工大学）教授，化工、造纸工业专家。

## 生平
康辛元于1901年1月出生在衡阳县三樟市（今属衡东）。其父是教育家、官员康和声。
于雅礼中学毕业后，1920年考入美国伊利诺伊大学化学系。毕业后进入纽约大学和密歇根大学，分别就读造纸和化学工程专业研究生，取得密歇根大学博士学位。
1926年，康辛元回国，任国立中山大学化工系教授、化工研究所所长。发表《氯化制纸粕法概要》等。
1931年4月，康辛元率化学系民20年（1931年）班赴香港、上海考察十余天，写就《港沪化学工业考察记》。
1935年，任化学系和化工系主任，直到1937年。
1940年12月（一说7月），任理学院院长，直到1942年7月。
1941年，随中大北迁坪石。
1942年，任湖南省立工业专科学校教授，兼任耒阳湖南炼油厂顾问、工程师、厂长及衡阳湖南化工原料厂经理、厂长，亦曾兼教西北工学院。
抗战结束后，于1948年4月回湖南任国立师范学院院长，但被共产党运动的学潮罢课抗拒而未到任，随后调往湖南大学任化工系主任、教授，兼教务长、代校长。
1949年后，任湖南大学自然科学院院长、副教务长、化工系教授。
1952年院校调整时，康辛元于10月调往华南工学院任化学工程系主任，后被评为二级教授，并在1963年任副院长。
文革期间，被批判为“资产阶级反动学术权威”、“与保姆乱搞男女关系”，亦被打成“中统特务”、“坏分子”和“国民党残渣余孽”，遭开除党籍:172。
1972年5月，康辛元在广州病逝。1978年12月下旬被平反:172。